# Liège-Bastogne-Liège 1945
La 31e édition de Liège-Bastogne-Liège a eu lieu le 5 août 1945 et a été remportée par le Belge Jean Engels. 
Vu les circonstances d'immédiate après-guerre, la course a pu être exceptionnellement organisée au mois d'août  avec un maigre peloton de 43 coureurs au départ et 19 coureurs à l'arrivée.

## Classement
| n° | Coureur                  | Équipe        | Temps           |
| -- | ------------------------ | ------------- | --------------- |
| 1  | Jean Engels              | Alcyon-Dunlop | 6 h 21 min 11 s |
| 2  | Edward Van Dijck         | -             | à 47 s          |
| 3  | Joseph Moerenhout        | -             | m.t.            |
| 4  | Sylvain Grysolle         | -             | m.t.            |
| 5  | Huub Sijen               | -             | m.t.            |
| 6  | Odiel Van Den Meerschaut | -             | m.t.            |
| 7  | Louis Nackaerts          | -             | m.t.            |
| 8  | Louis Prairie            | -             | m.t.            |
| 9  | Joseph Hoefkens          | -             | à 3 min 07 s    |
| 10 | Armand Putzeyse          | -             | m.t.            |